# Dalovice (ort i Tjeckien, Mellersta Böhmen)
Dalovice är en ort i Tjeckien.   Den ligger i regionen Mellersta Böhmen, i den centrala delen av landet, 50 km nordost om huvudstaden Prag. Dalovice ligger 264 meter över havet och antalet invånare är 195.
Terrängen runt Dalovice är huvudsakligen platt, men åt sydost är den kuperad.Runt Dalovice är det ganska tätbefolkat, med 90 invånare per kvadratkilometer. Närmaste större samhälle är Mladá Boleslav, 2,3 km sydost om Dalovice. Trakten runt Dalovice består till största delen av jordbruksmark.